# Nasi współcześni
Nasi współcześni – zbiór reportaży wydany częściowo w 1980 przez Młodzieżową Agencję Wydawniczą w wyborze Zygmunta Marcińczaka.

## Charakterystyka
Książka jest pokłosiem cyklu reportażowego publikowanego w latach 1976–1978 na łamach tygodnika Razem, począwszy od jego pierwszego, próbnego numeru. W zamiarach redakcji cykl miał budować i umacniać więź międzypokoleniową pomiędzy różnymi generacjami Polaków żyjących ówcześnie. Poszczególne reportaże miały trzy płaszczyzny: reporterską, graficzną i fotograficzną. Każdy z nich przedstawiał sylwetkę osoby, która w opinii redakcji zasługiwała na uwagę ze względu na swoją biografię, wykonywany zawód, działalność społeczną, czy różnorodne dokonania. Osoby te charakteryzowały się jakąś pasją, miały "sprecyzowany sens życia", co predestynowało je do "współtworzenia obrazu i charakteru współczesnej Polski". Były to wzory "współczesnych karier społecznych i zawodowych". "Chodziło [...] przede wszystkim o pokazanie, że można żyć ciekawie i twórczo". W serii ukazano portrety ponad stu ludzi, z których w książce znalazły się 24. Były to sylwetki osób pełniących wysokie funkcje w komunistycznym aparacie władzy, także na szczeblu lokalnym, pracowników mediów, uczelni, zakładów pracy, sportowców oraz pisarzy i literatów. Doboru osób, według deklaracji redakcji, dokonywano spontanicznie, ukazując minimum biograficzne, kreśląc cechy osobowości oraz "wartość [...] dzieła" poszczególnych bohaterów. Autorzy pisali w sposób indywidualny.

## Treść
Poszczególne rozdziały dotyczyły następujących osób:

1. Jerzy Badura ("Grać na strunach najczulszych") – autor: Halina Leszczyńska,
2. Adolf Ciborowski ("Kolumb rocznik 19") – autor: Marek Ołdakowski,
3. Andrzej Chrzanowski ("Menedżer po polsku") – autor: Marek Ołdakowski,
4. Maciej Gonet ("Nauka polska poszukuje...") – autor: Cecylia Paszek,
5. Mirosław Hermaszewski ("Zawsze pierwszy") – autor: Marian Butrym,
6. Jerzy Jaskiernia ("Kompetentnie i z wdziękiem") – autor: Cecylia Paszek,
7. Ryszard Kapuściński ("Z frontu na front") – autor: Ryszard Wójcik,
8. Szymon Kobyliński ("Kreską i słowem") – autor: Henryk Maziejuk,
9. Marian Konieczny ("Jego żywiołem jest brąz") – autor: Ryszard Wójcik,
10. Stanisław Lem ("Gwiazda pierwszej wielkości") – autor: Juliusz Foss,
11. Włodzimierz Lubański ("Kolumb rocznik 19") – autor: Marek Ołdakowski,
12. Tadeusz Łomnicki ("Mówić rzeczy ważne") – autor: Zygmunt Marcińczak,
13. Kazimierz Michałowski ("Milczące ślady") – autor: Marzena Bauman-Bosek,
14. Czesław Niemen ("Piętnaście lat później") – autor: Marian Butrym,
15. Edmund Osmańczyk ("Co dzień Polak narodowi służy") – autor: Bogdan Maciejewski,
16. Krzysztof Penderecki ("W poszukiwaniu nowego języka") – autor: Sławomira Wyszyńska,
17. Szczepan Pieniążek ("Książę polskich sadów") – autor: Henryk Maziejuk,
18. Rodzina Radkowskich ("Chłonąć życie") – autor: Zbigniew Chomicz,
19. Andrzej Sowiński ("Śladem Galileusza") – autor: Zbigniew Chomicz,
20. Henryk Szafrański ("Sekretarz Lewej Podmiejskiej") – autor: Zygmunt Marcińczak,
21. Aleksander Tuszko ("Tylko jedna Wisła") – autor: Natalia Iwaszkiewicz,
22. Czesław Wojtera ("Sprawdzić samego siebie") – autor: Henryk Maziejuk,
23. Tadeusz Wolski ("Życie na poletkach") – autor: Henryk Maziejuk,
24. Wojciech Żukrowski ("Z pokolenia Ikarów") – autor: Bogdan Maciejewski[3].